# Balsaskreischeule
Die Balsaskreischeule (Megascops seductus, Synonym: Otus seductus), auch Balsas-Kreischeule oder Balsakreischeule, ist eine Art aus der Familie der Eigentlichen Eulen. Sie kommt ausschließlich im äußersten Süden von Nordamerika vor. In älterer Literatur wird sie gelegentlich als Unterart der Westkreischeule geführt. Ihr Rufrepertoire unterscheidet sich jedoch so stark von dieser Art, dass die Ornithologen Claus König und Friedhelm Weick sie in ihrer 2008 erschienenen Eulenmonographie als eigenständige Art führen.

## Erscheinungsbild
Mit einer Körpergröße von etwa 25 Zentimetern ist die Balsaskreischeule innerhalb ihrer Gattung eine verhältnismäßig große Art. Sie hat ein graubraunes Gefieder und kurze, aber auffällige Federohren. Die Körperunterseite ist etwas blasser als die Körperoberseite. Die Augen sind braun. Die Krallen sind für eine Eule ihrer Größe verhältnismäßig kräftig.
Verwechslungsmöglichkeiten bestehen mit der West- und der Oaxaca-Kreischeule. Beide Arten haben jedoch gelbe Augen und sind kleiner. Dies gilt auch für die Guatemala- und die Fleckenkreischeule. Grundsätzlich lassen sich die Arten jedoch am eindeutigsten an ihrem Gesang und ihren Rufen unterscheiden.

## Verbreitung und Lebensraum
Das Verbreitungsgebiet der Balsaskreischeule ist der Südwesten Mexikos. Sie ist ein Standvogel, der bevorzugt aride, halboffene Regionen mit vereinzelten Bäumen und Sträuchern sowie Dornwälder besiedelt. Ihre Höhenverbreitung reicht von 600 bis 1.500 Meter über NN.

## Lebensweise
Die Lebensweise der Balsaskreischeule ist weitestgehend unerforscht. Sicher ist lediglich, dass Insekten einen Großteil ihres Beutespektrums ausmachen.